# Mandibule de Peninj

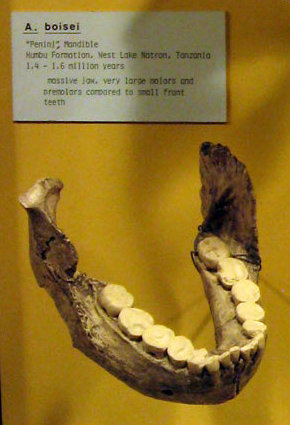
Peninj 1

La mandibule de Peninj (ou Peninj 1) est le nom donné à la mâchoire inférieure fossile d'un spécimen mâle de l'espèce Paranthropus boisei. Cette mandibule fut découverte en 1964 à Peninj, site proche du Lac Natron, en Tanzanie, par Kamoya Kimeu, assistant dans l'équipe du paléoanthropologue Richard Leakey,,.

## Description
La mandibule montre une constitution robuste. Remarquablement préservée, elle a conservé la totalité de sa denture, constituée de grosses molaires et de petites incisives et canines, ce qui est la marque d'une alimentation essentiellement végétarienne.

## Datation
Peninj 1 a été daté de 1,5 million d'années, sur la base de l'âge de la couche géologique dans laquelle il a été trouvé.